# 稻氏鸚竺鯛
稻氏鸚竺鯛，又名斗氏天竺鯛、稻氏天竺鯛，俗名大目側仔，為輻鰭魚綱鈎頭魚目天竺鯛科鸚竺鯛屬的其中一個種。

## 分布
本魚分布於西太平洋區，包括中國、台灣、香港、韓國、日本、越南、印尼、菲律賓、澳洲、新喀里多尼亞、紐西蘭等海域。

## 深度
水深0至10公尺。

## 特徵
本魚體延長而側扁，眼大，口大略下位。魚體色淡，體側約有4條褐色窄縱帶，尾柄處有一明顯黑色圓斑，各鰭呈透明淡色。背鰭硬棘8枚；背鰭軟條9枚；臀鰭硬棘3枚；臀鰭軟條8-9枚。體長可達14公分。

## 生態
本魚生活於亞熱帶海域，幼魚較成群，成魚則喜單獨棲息於礁石區域，白天躲於礁洞中，晚間則覓食底棲甲殼類，屬肉食性。繁殖期時，雄魚具有口孵習性，卵約7日化成仔魚，由雄魚吐出，具短暫的仔魚飄浮期。

## 經濟利用
可食用，通常做下雜魚處理，製成魚粉當飼料。